# Яновский, Даниел Абрахам
Даниел Абрахам Яновский (англ. Daniel Abraham Yanofsky; 26 марта 1925, Броды — 5 марта 2000, Виннипег) — канадский шахматист, гроссмейстер (1964). Первый канадский гроссмейстер. Международный арбитр по шахматам (1977). Юрист. 
В 8-месячном возрасте с родителями переехал в Канаду.
Звание национального мастера получил в 1941 году, став чемпионом Канады. Международный мастер с момента учреждения звания (1950). В VIII-й олимпиаде 14-летний Яновский показал второй результат (14½ из 17).
Яновский был 8-кратным чемпионом Канады (с 1941 по 1965 год) и чемпионом Англии в 1953 году. 
В составе сборной команды Канады был участником всемирных олимпиад (1939, 1954, 1958, 1964—1976 и 1980). Участник межзональных турниров: Сальтшёбаден (1948) — 14-15-е; Стокгольм (1962) — 17-18-е места.
Лучшие результаты в других международных соревнованиях: Арбон (1946) — 1-3-е; Барселона (1946) — 2-е; Гастингс (1946/1947) — 4-е, (1951/1952) — 2-е, (1952/1953) — 1-4-е; Бевервейк (1952) — 3-4-е места.
Окончил Манитобский университет.